# Marie Yassi
Marie Claire Yassi (née le 7 Novembre 1985 à Cocody), est une footballeuse internationale ivoirienne .

## Carrière

### En club
Yassi commence sa carrière dans le club de la Juventus de Yopougon. En 2011, elle quitte la Côte d'Ivoire et signe un contrat avec le club du Chabab Atlas Khénifra, au sein du championnat du Maroc. En 2012 et 2014, elle est vice-championne du Maroc.

### Équipe nationale
Elle fait partie de l'équipe de Côte d'Ivoire depuis 2005. Elle participe avec cette équipe à la Coupe d'Afrique des nations 2014 organisée en Namibie.

## Palmarès
- Troisième de la Coupe d'Afrique des nations en 2014 avec l'équipe de Côte d'Ivoire